# Tandilia
Tandilia is een geslacht van vlinders van de familie Uilen (Noctuidae), uit de onderfamilie Noctuinae.

## Soorten
- T. adorea Schaus, 1894
- T. calvescens Draudt, 1924
- T. crassipuncta Draudt, 1924
- T. derufata Draudt, 1924
- T. dorini Schaus, 1938
- T. fuscicosta Draudt, 1924
- T. lacteicosta Hampson, 1913
- T. leucanidia Draudt, 1924
- T. melanopis Dognin, 1908
- T. microstigma Hampson, 1903
- T. plectistriga Draudt, 1924
- T. praestans Maassen, 1890
- T. punctilineata Hampson, 1918
- T. pyronota Hampson, 1913
- T. rodea Schaus, 1898
- T. sagitta Dognin, 1897
- T. siambona Köhler, 1945
- T. songoensis Köhler, 1968
- T. spurcata Draudt, 1924
- T. suboleaginea Dognin, 1914
- T. tiniloides Dognin, 1897